# Berken (hout)

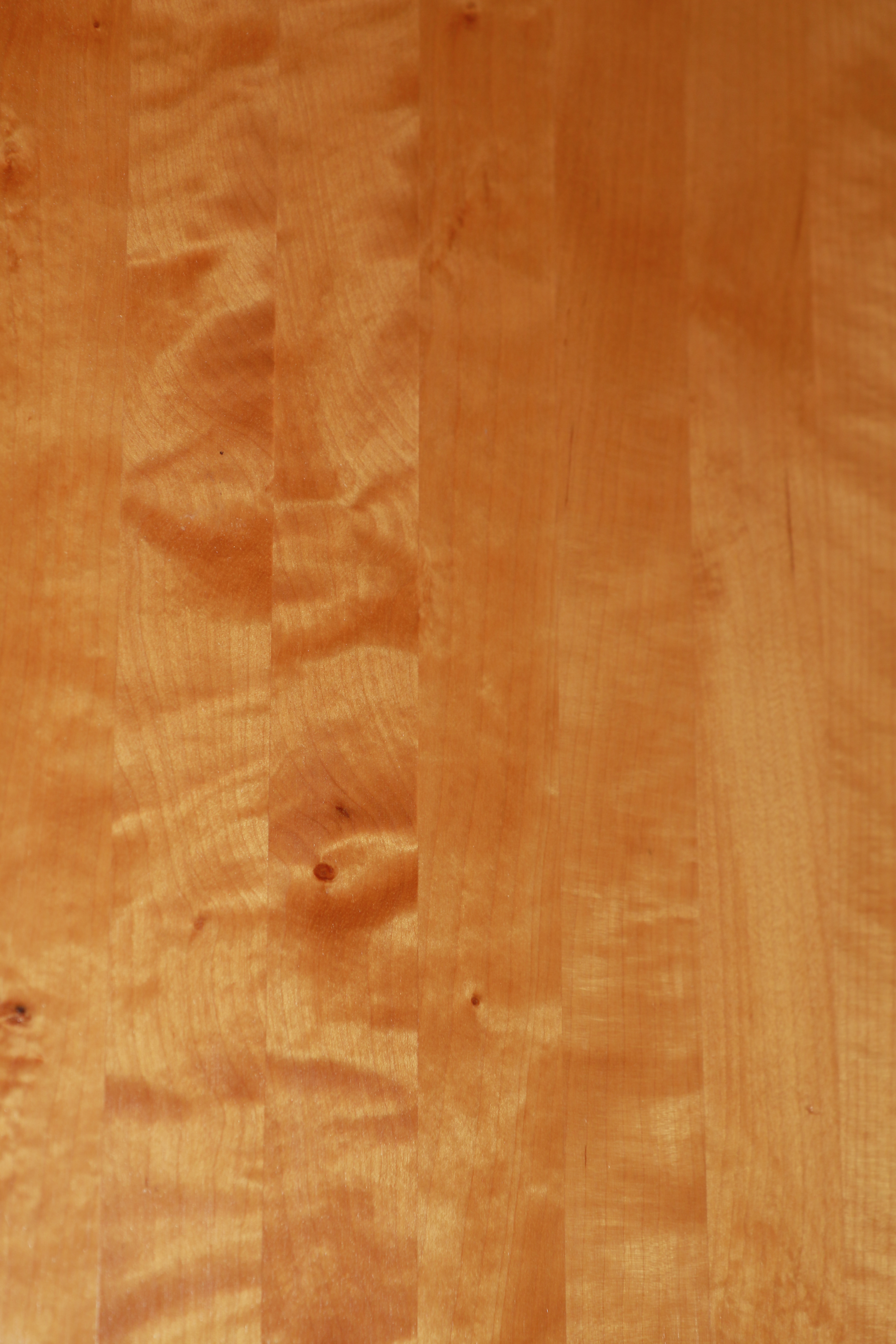
Stroken berken (afgewerkt), elk met verschillend figuur

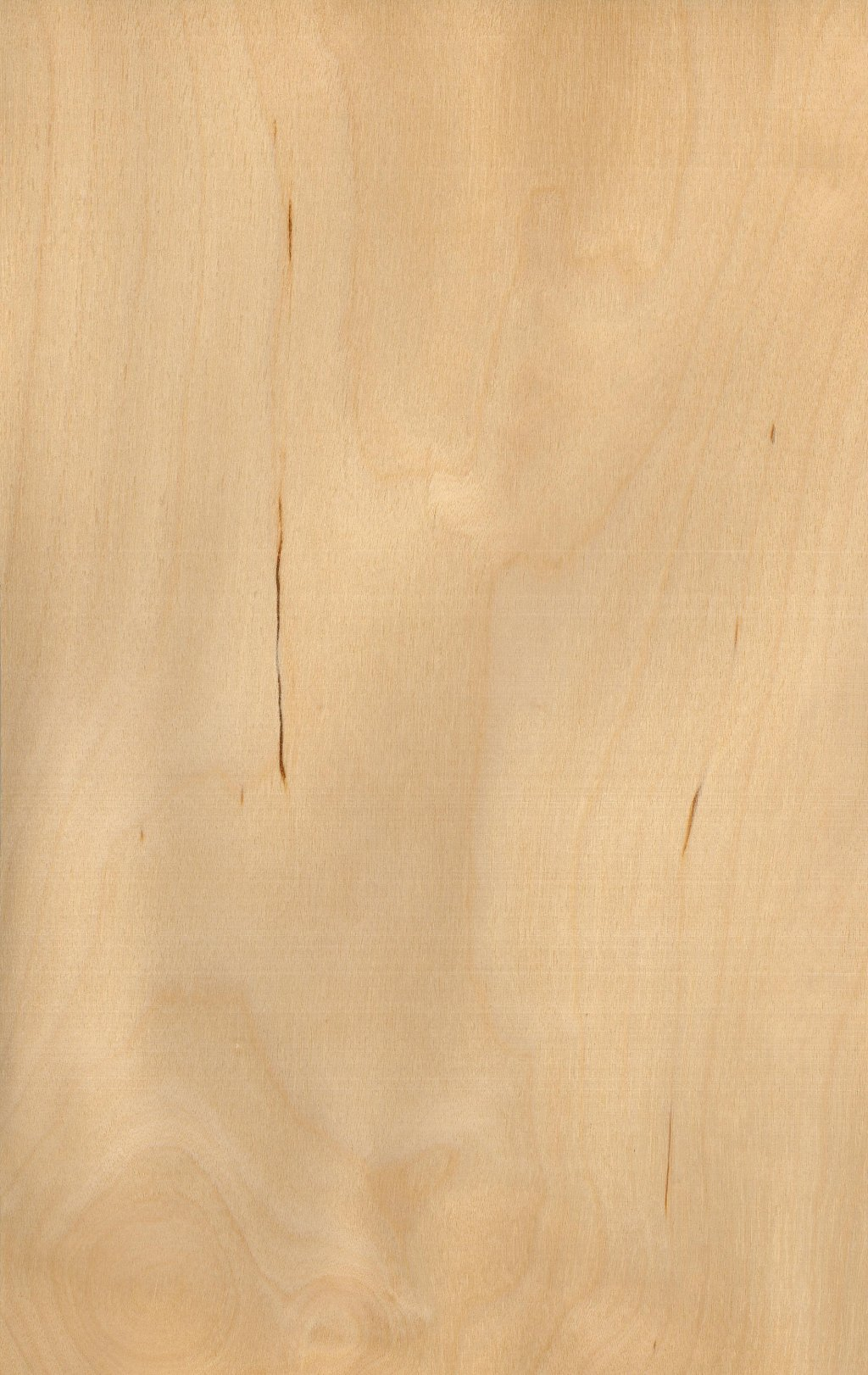
Met mergvlekken

Berken, ook wel berkenhout genoemd, is een houtsoort. Het is een verzamelnaam voor het hout geleverd door soorten van het geslacht Berk (Betula). 
In Nederland en België is vooral het uit Scandinavië, het Baltische gebied en Rusland ingevoerde hout bekend, afkomstig van de ruwe berk (Betula pendula) en de zachte berk (Betula pubescens). Dit wordt vooral geïmporteerd in de vorm van multiplex, en ook als producten met gebogen vormen, waaronder stoelen, gemaakt van vele laagjes fineer.
Dit hout is wit tot licht gekleurd; er is geen verschil tussen spint en kernhout. Het hout kan gefigureerd zijn door draadwisselingen, het zogenaamde 'ijsberken', en is dan gewild voor meubelen, hetzij massief, hetzij als fineer. Minder fraai zijn mergvlekken die regelmatig voorkomen in dit hout (net als in kersen). Het hout is middelzwaar en vrij makkelijk te bewerken (inclusief buigen), maar in het geheel niet duurzaam. Behalve voor multiplex en meubelen wordt het ook gebruikt voor allerlei toepassingen in kleine, tot heel kleine objecten, ook voor huishoudelijk gebruik.
Hout uit Noord-Amerika kan meer variëren, afhankelijk van de botanische soort. Met name het 'yellow birch' is iets anders, namelijk zwaarder, sterker en met een kleurverschil tussen kern- en spinthout.

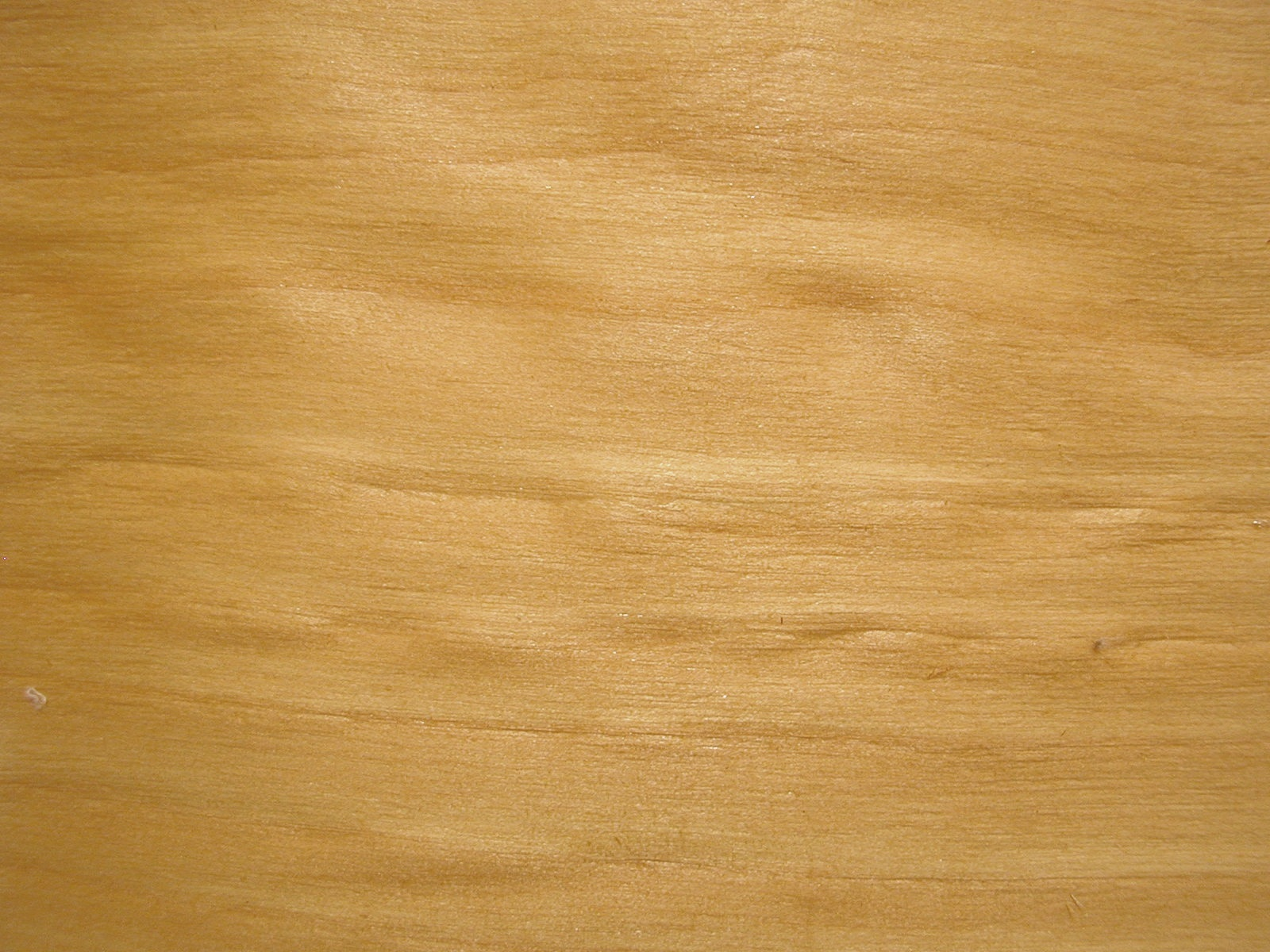
Berkenfineer (met bobbels), afgewerkt met olie
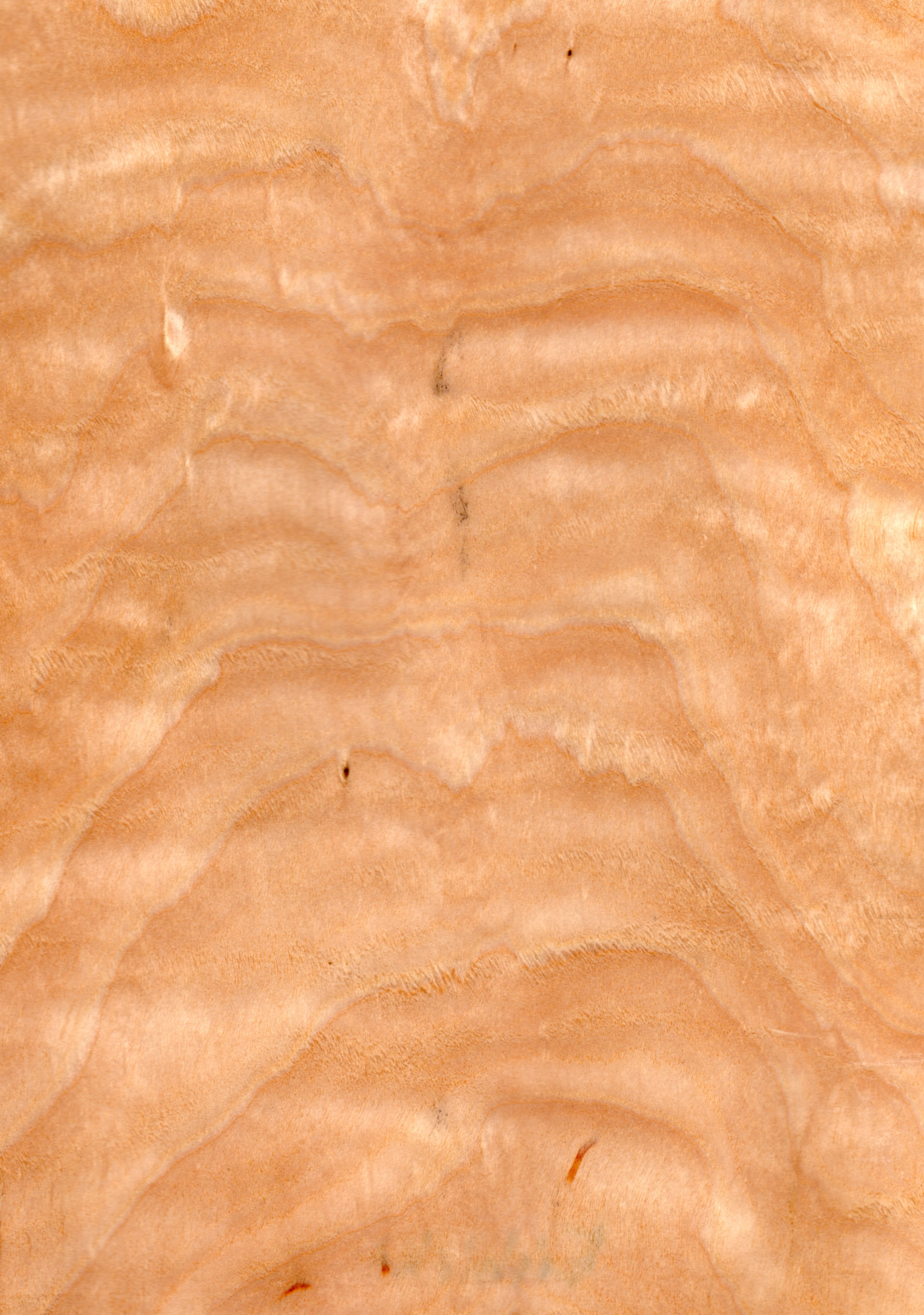
'IJsberken'
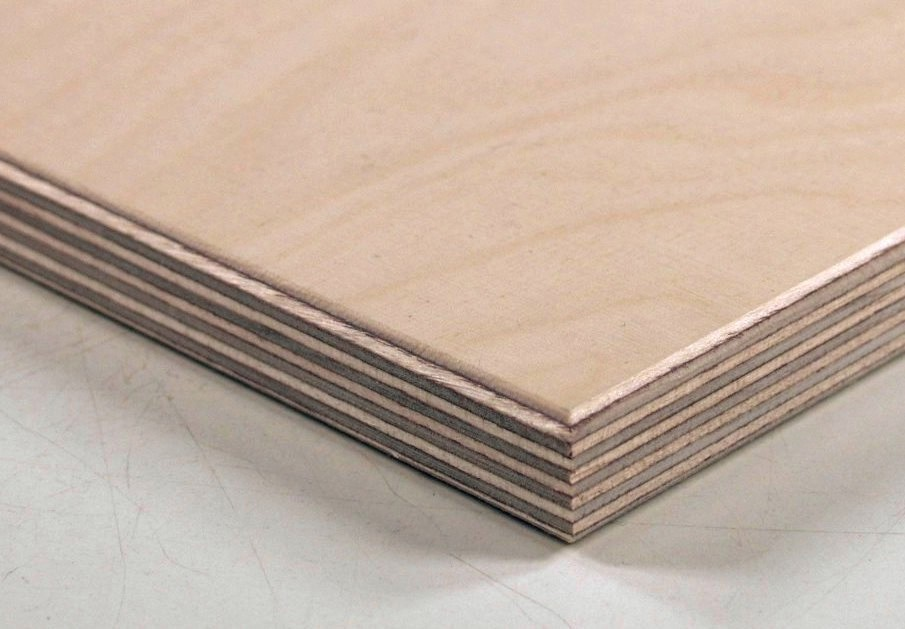
Berkenmultiplex
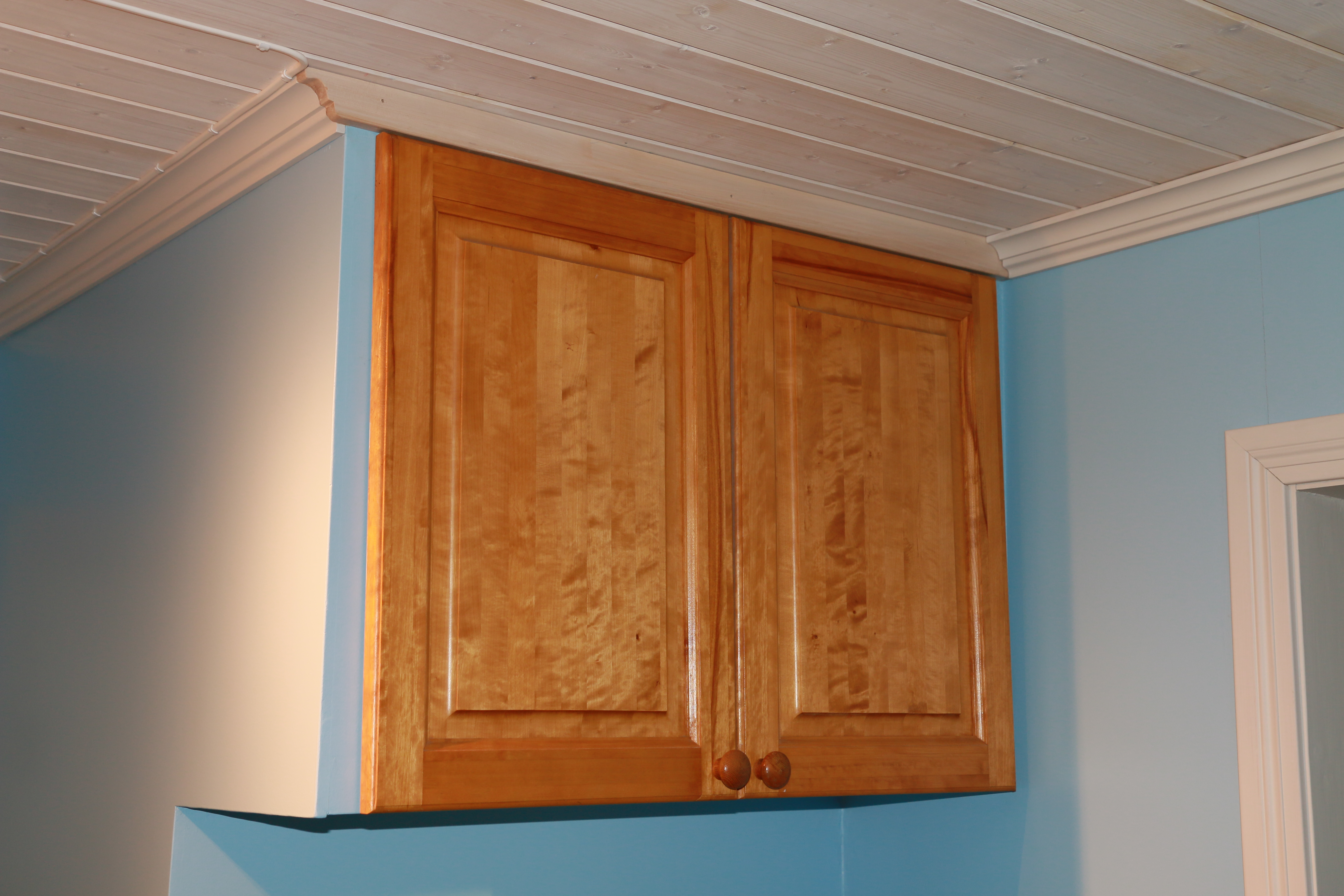
Kastdeurtjes
Stoelen